# 1951 في إيران
فيما يلي قوائم الأحداث التي وقعت خلال عام 1951 في إيران.

## سياسة

### انتهاء فترة المنصب
- 27 أبريل – محمد مصدق عضو مجلس الشورى الإسلامي.

## مواليد

### يناير
- 1 يناير – حسين عليزاده
- 1 يناير – شهريار بحراني مخرج أفلام إيراني.
- 1 يناير – علي يونسي سياسي إيراني.
- 1 يناير – محمود كالاري
- 1 يناير – ناصر سبحاني فيلسوف إيراني.
- 1 يناير – يوسف عزيزي بني طرف صحفي إيراني.

### فبراير
- 3 فبراير – حسين فيروز آبادي
- 4 فبراير – داريوش اقبالي مغني إيراني.
- 4 فبراير – سهام الدين ميرفخرائي لاعب كرة قدم إيراني.

### مارس
- 11 مارس – ايرج دانايي فرد لاعب كرة قدم إيراني.

### مايو
- 2 مايو – جليل زندي

### يونيو
- 15 يونيو – حميد دباشي
- 19 يونيو – غفور جهاني لاعب كرة قدم إيراني.

### سبتمبر
- 2 سبتمبر – نصر الله عبد اللهي لاعب كرة قدم إيراني.

### ديسمبر
- 4 ديسمبر – آري بن مناشي
- 31 ديسمبر – اندرانيك اسكندريان لاعب كرة قدم إيراني.

## وفيات

### أبريل
- 4 أبريل – صادق هدايت (مواليد 1903) كاتب إيراني.
- 21 أبريل – محمد تقي بهار (مواليد 1886)

### مايو
- 9 مايو – رشيد ياسمي (مواليد 1896) أديب إيراني.